# Concertgebouw de Vereeniging

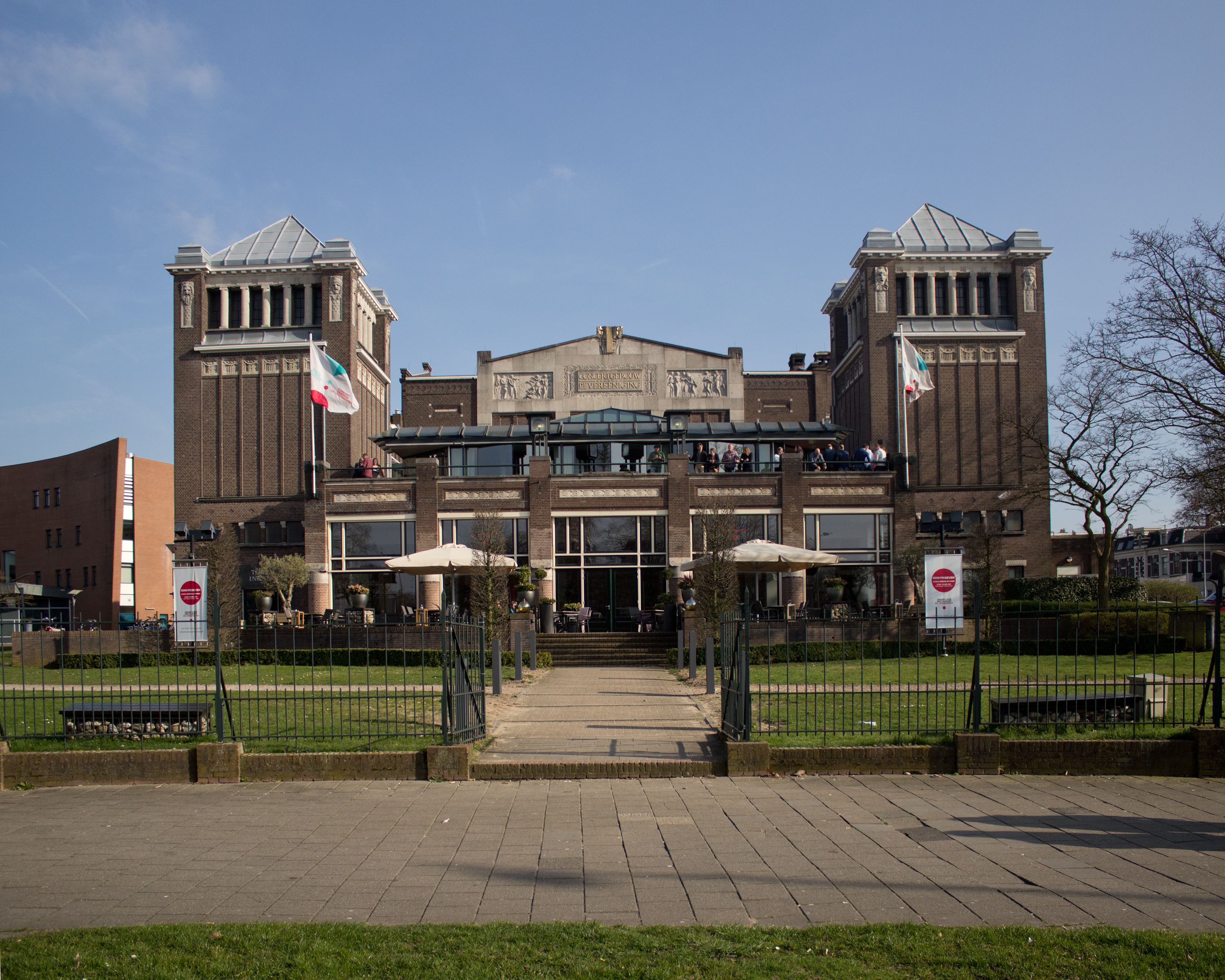
Concertgebouw de Vereeniging

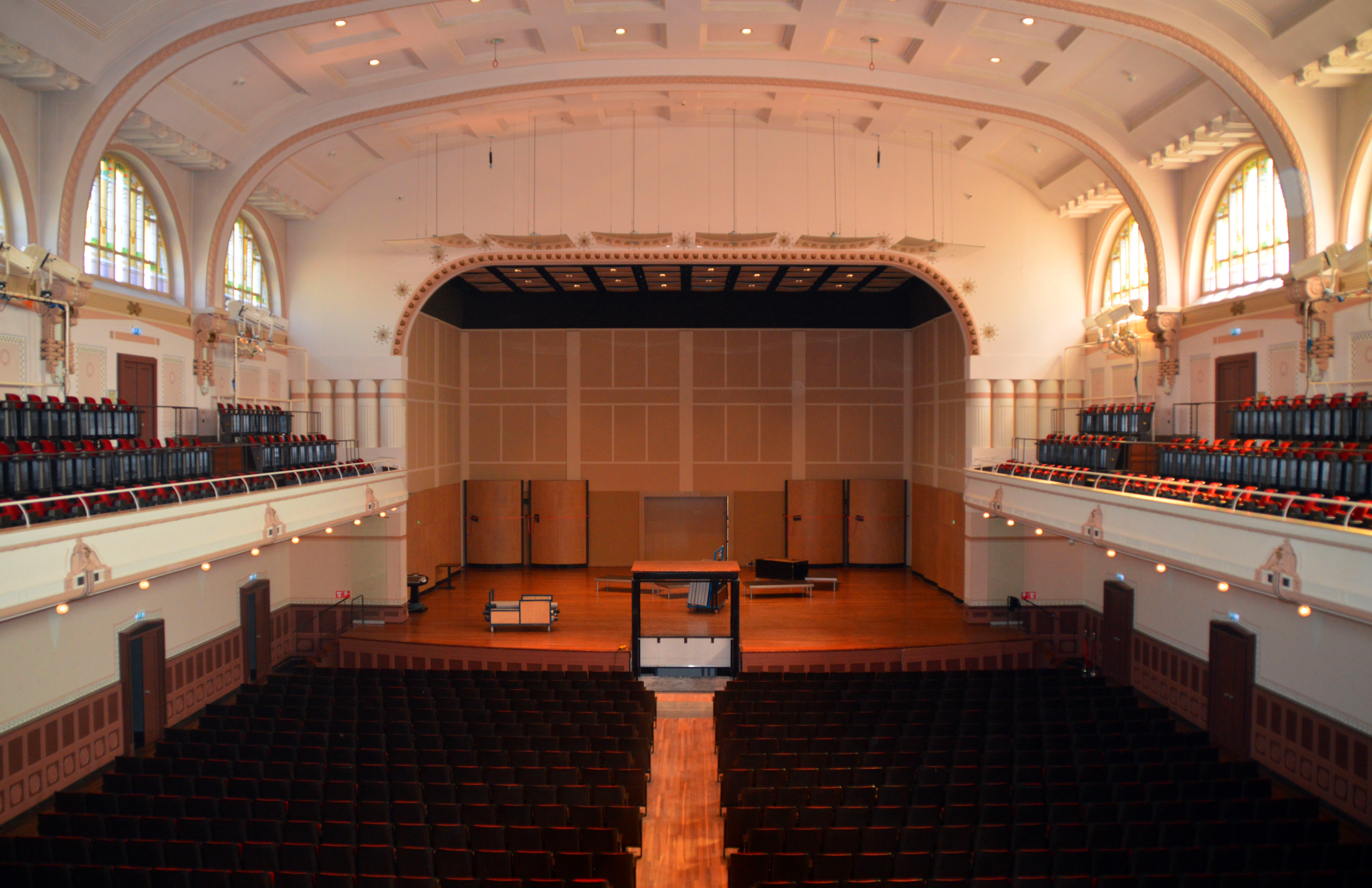
Großer Saal

Concertgebouw de Vereeniging ist ein Konzerthaus in Nijmegen, Niederlande. Das Gebäude am zentralen Kreisel Keizer Karelplein dient als Spielstätte für klassische Musik, Jazz, Pop- und Rockmusik und steht als Rijksmonument unter Schutz.
Das Konzerthaus, erbaut nach Plänen von Oscar Leeuw und unter Mitarbeit von Henri Leeuw jr., wurde 1915 eröffnet und vereint Elemente des Jugendstils und des Art déco.

## Säle
- Grote Zaal, großer Saal für 1450 Personen (1800 Personen unbestuhlt)
- Kleine Zaal, kleiner Saal für 220 Personen